# Municipio de Falun (Suecia)
Falun (en sueco: Falu kommun) es un municipio de la provincia de Dalarna, Suecia, en la provincia histórica de Dalecarlia. Su sede se encuentra en la ciudad de Falun, que fue originalmente famosa por su mina de cobre.
El municipio actual se creó en 1971 cuando la ciudad de Falun y seis municipios rurales circundantes se fusionaron.

## Localidades
Hay 17 áreas urbanas (tätort) en el municipio:
| #  | Tätort                    | Población |
| -- | ------------------------- | --------- |
| 1  | Falun                     | 38 356    |
| 2  | Bjursås                   | 1951      |
| 3  | Svärdsjö                  | 1313      |
| 4  | Grycksbo                  | 1875      |
| 5  | Sundborn                  | 905       |
| 6  | Gamla Berget y Korsgården | 903       |
| 7  | Enviken                   | 880       |
| 8  | Stennäset                 | 652       |
| 9  | Sågmyra                   | 633       |
| 10 | Vika                      | 571       |
| 11 | Linghed                   | 562       |
| 12 | Bengtsheden               | 514       |
| 13 | Danholn                   | 464       |
| 14 | Karlsbyheden y Blixbo     | 335       |
| 15 | Toftbyn                   | 290       |
| 16 | Övertänger                | 247       |
| 17 | Aspeboda                  | 223       |

## Demografía

### Desarrollo poblacional
| Gráfica de evolución demográfica de Falun entre 1970 y 2015 |
|                                                             |
| Fuente: SCB                                                 |

## Ciudades hermanas

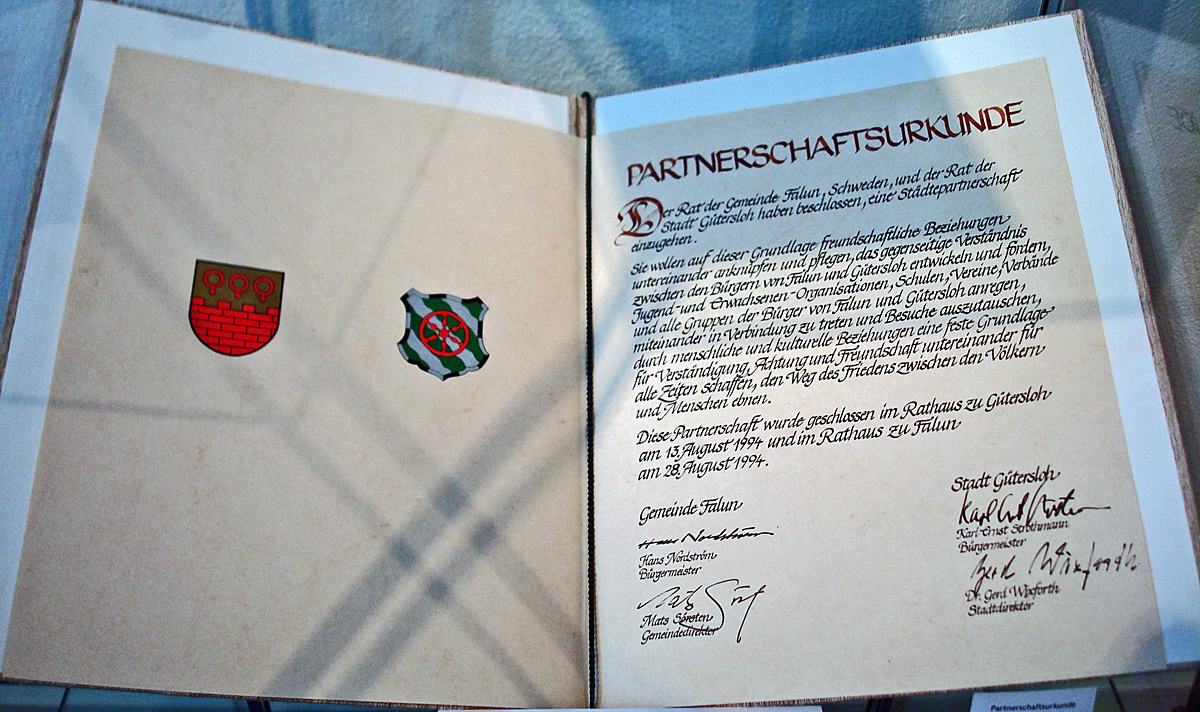
Certificado de hermanamiento con Gütersloh

Falun esta hermanado o tiene tratado de cooperación con:
- Grudziądz, Polonia
- Gütersloh, Alemania
- Hamina, Finlandia
- Røros, Noruega
- Vordingborg, Dinamarca
- Tsumeb, Namibia[7]
- Kimberley, Sudáfrica[7]